# اسکار سویا (بازیکن بسکتبال)
اسکار سویا (اسپانیایی: Óscar Sevilla‎؛ زادهٔ ۱۴ اکتبر ۱۹۴۲) بازیکن بسکتبال اهل پرو بود. وی در بازی‌های المپیک تابستانی ۱۹۶۴ شرکت کرده‌است.